# 鍾新財
鍾新財（1955年1月19日—2007年6月15日），台灣客家裔政治人物，新黨籍，曾任高雄縣美濃鎮鎮長、第四屆立法委員。
1994年，以反對興建美濃水庫為主要政見，競選並當選美濃鎮鎮長。後來擔任「美濃反水庫大聯盟」的榮譽會長。

## 外部連結
- 立法院 （页面存档备份，存于）